# Engelbert II van Valkenburg
Engelbert van Valkenburg, ook wel Engelbert II van Keulen ( rond 1220 - Bonn, 20 oktober 1274), was aartsbisschop van het Keurvorstendom Keulen. Hij bekleedde deze functie van 1261 tot aan zijn dood in 1274.

## Biografie
Engelbert was een zoon van Dirk I van Heinsberg en Valkenburg uit het huwelijk met Beatrix van Kyrberg-Dhaun. In 1253 werd Engelbert aartsdiaken van Luik en vanaf 1257 was hij Domproost. Op 2 oktober 1261 werd hij door het domkapittel van Keulen gekozen tot aartsbisschop van Keulen. Als aartsbisschop kende Engelbert veel problemen. Vooral met de eigen Keulse burgerij had hij continu onenigheid. Deze weigerden de opgelegde belastingen, die het afbouwen van de Dom van Keulen moesten financieren, te betalen. Daarnaast zorgde ook de weigering van Engelbert om amnestie te verlenen aan een aantal verbannen Keulenaren voor beroering. Om de steeds volhardender in opstand komende burgerij in de hand te kunnen houden, nam Engelbert zijn toevlucht tot geweld. Dit werkte echter averechts. Engelbert werd in 1263 voor 20 dagen gevangen gehouden en in 1268 werd hij verbannen. Daarna verplaatste hij zijn residentie naar Bonn.
Na de nederlaag bij de slag bij Zülpich in oktober 1267 werd Engelbert door Willem IV van Gulik gevangengezet in het kasteel van Nideggen. Op vaste tijden werd de kooi, met daarin de gevangen Engelbert buiten gezet, opdat de mensen hem konden bekijken en bespotten. Dit soort vernederingen waren trouwens in de Middeleeuwen aan de orde van de dag. Toen de Paus hoorde van deze vernedering van de -op de paus na- belangrijkste geestelijke in de Katholieke wereld, probeerde hij in te grijpen. Als reactie op het verzoek van de paus voor vrijlating, antwoordde Willem van Gulik echter, dat hij geen prelaat gevangen meende te houden, maar een roofvogel, die hij op eigen gebied had gevangen.
Hierna mengde Engelberts broer Dirk II van Valkenburg zich opnieuw in de strijd. Samen met de legers van Hertog Walram IV van Limburg, de heer van Heinsberg, en graaf Diederik VII van Kleef belegerde hij Keulen. Meerdere malen bestormden zij de stadsmuren van Keulen, die ironisch genoeg door een van Dirks voorouders Filips I van Heinsberg gebouwd waren. Zij wisten echter niet door de verdediging door te breken. Toen Dirk II met een groep ridders via een, onder de stadsmuur gegraven tunnel, de stad binnen wilden dringen werden zij opgemerkt, In de daarop volgende gevechten werd Dirk II gedood.
Pas 3 jaar later kwam er een eind aan de strijd, waarna Engelbert vrijkwam. Twee jaar later kroonde Engelbert Rudolf van Habsburg tot Keizer. Hij overleed in 1274, enige maanden nadat hij nog deel had genomen aan het tweede concilie van Lyon. Waarschijnlijk omdat Engelbert gedurende een groot deel van zijn ambtstijd niet in Keulen, maar in Bonn resideerde, ligt hij in de Bonner-munsterkerk begraven.